# 山内崇嗣
山内 崇嗣（やまうち たかし、1975年2月21日 - ）は日本の美術家・画家である。石川県金沢市出身。武蔵野美術大学油絵学科卒。作品は絵画が中心。

## 略歴
- 1975年 - 石川県金沢市生まれ。
- 1996年 - 灰塚アースワーク（総領町・広島）（1998年、1999年、2000年共）
- 1998年 - 武蔵野美術大学油絵学科卒業
- 1998年 - 「ピッチシフター」企画（バー青山・東京）
- 1999年 - 「ワンディワンショウ / フリー・スペース・スリー」（東京・青山）
- 2000年 -  「豪華粗品」（金沢市民芸術村・石川）、「山内崇嗣展」伊藤忠ギャラリー（深瀬記念視覚芸術保存基金 第2回初個展賞受賞）
- 2001年 - 「山内崇嗣 絵画展」（メゾンリベラール103・東京）
- 2001年 - 「SAP ART-ING TOKYO 2001」セゾンアートプログラム
- 2001年 - 「What's the difference between....... 」クンストビューロ(オーストリア/ウィーン)
- 2002年 - 山内崇嗣展（galleryPAX・東京）、omolo.com/expo （switch point・東京）
- 2004年5月26日-6月20日 - 「ノストラダムスは生きていた！ ～地球はすでに滅亡している～」展(キュレーター：リェストゥール・キエロフスキ、UPLINK GALLERY・東京)
- 2006年 - 「project N 27 山内崇嗣」東京オペラシティアートギャラリー
- 2008年 - 「冬芽」COEXIST
- 2008年 - 「VOCA展2008」上野の森美術館